# Arto Lahti
Arto Henrikki Lahti, född 3 maj 1949 i Sastmola, företagsprofessor vid Handelshögskolan i Helsingfors och företagare.
Arto Lahti menar att svenskan är hans andra hemspråk. Han är gift och har tre barn.
Lahti var fristående kandidat i presidentvalet 2006, stödd av en valmansförening som samlade 20 000 namnunderskrifter för att utnämna honom till kandidat (det nödvändiga antalet underskrifter uppnåddes den 22 november 2005). Han fick 13 041 röster i valet. Han betonade i sin valkampanj villkoren för små och medelstora företag, mänskliga rättigheter, förbättring av de överskuldsattas situation, returnering av Karelen som Finland var tvunget att överlämna till Sovjetunionen efter andra världskriget, en öppen diskussion om Nato och en annullering av utslagen om Finlands krigansvar och döljande av vapen.